# 李亮喜
李 亮喜（イ・ヤンヒ、Yanghee Lee、1956年7月24日 - ）、大韓民国の児童心理学者。成均館大学法学専門大学院教授。ソウル特別市出身。父は元国会議員の李哲承、金振晩の次男で元国会議員の金宅起は元夫。
2003年から2013年まで国連子どもの権利委員会の委員となり、この間の2007年から2011年には委員長を務め、女性で初めて国連の人権機関の委員長になった。またミャンマーの人権状況に関する国連特別報告者も務める。